# Acharieae
Acharieae es una tribu de plantas fanerógamas perteneciente a la familia de las achariáceas. Tiene los siguientes géneros.

## Géneros
- Acharia
- Ceratiosicyos
- Chiangiodendron
- Guthriea
- Rawsonia